# Халицин
Халицин ( SU-3327 ) представляет собой химическое соединение, которое действует как ингибитор фермента c-Jun N-концевой киназы (JNK). Первоначально он был разработан для лечения диабета, но исследования в этом направлении были остановлены из-за плохих результатов тестирования.
Однако впоследствии исследователями из Массачусетского технологического института в 2019 году с использованием метода глубокого обучения in silico было обнаружено, что халицин может быть антибиотиком широкого спектра действия. Впоследствии это было подтверждено тестированием клеточных культур in vitro и тестами in vivo на мышах. Он проявлял активность в отношении устойчивых к лекарственным средствам штаммов Clostridium difficile, Acinetobacter baumannii и Mycobacterium tuberculosis, с необычным механизмом действия, включающим секвестрацию железа внутри бактериальных клеток, что препятствует их способности правильно регулировать баланс pH через клеточную мембрану. Поскольку это действие отличается от большинства антибиотиков, халицин сохраняет активность в отношении штаммов бактерий, устойчивых ко многим широко используемым лекарствам
Халицин назван в честь HAL 9000, искусственного интеллекта из фильма «Космическая одиссея 2001 года».

## Методика исследования
Исследователи разработали обучающий набор, в котором закодированы данные о 2 тыс. известных антибиотиков. Пользуясь этим обучающим набором, программа искусственного интеллекта (ИИ) обработала атрибуты антибактериальных молекул (этот этап называется «обучением»). После завершении обучения программа обработала библиотеку из 6 тыс. молекул, на предмет соответствия требованиям к новому лекарству. В результате нашлась одна молекула, которая соответствовала всем критериям. Найденное соединение назвали халицин (англ. Halicin) в честь компьютера HAL 9000 из фильма «Космическая одиссея 2001 года». Руководители проекта уверены в том, что обнаружить халицин путём традиционных научных изысканий было бы невозможно.